# Eormenred del Kent
Eormenred del Kent (... – prima del 664) è stato un membro della famiglia reale del regno anglosassone del Kent, nel sud-est dell'Inghilterra, e, secondo alcuni testi, è anche riuscito a salire al trono. Non ci sono prove dell'esistenza di Eormenred che derivino da cronache a lui contemporanee, bensì egli è citato solamente in agiografie successive. Oggi gli storici ritengono comunque possibile il fatto che sia veramente esistito.

## Biografia
Stando a quanto scritto nella Kentish Royal Legend (letteralmente: Leggenda reale del Kent), una raccolta di testi medievali databili all'undicesimo secolo che descrive diversi membri della famiglia reale del Kent del settimo e dell'ottavo secolo, Eormenred era uno dei figli di Eadbald, che regnò sul Kent dal 616 al 640, e della sua seconda moglie, Emma, che probabilmente era una principessa franca (il nome di "Eormenred", così come quello di "Eorcenberht", suo fratello, ha origine franca). Prima della morte di suo padre, Eormenred sposò Oslava ed ebbe almeno quattro figli, forse cinque: due maschi, Etelberto ed Etelredo, e due femmine, Domne Eafe ed Ermengida. Ci sono dubbi sull'esistenza di una terza figlia, Ermenburga, che potrebbe essere una persona a sé stante o la stessa Domne Eafe.
A seguito della morte del padre, Eorcenberht salì al trono diventando re del Kent. La descrizione data da alcuni testi di Eormenred come re può indicare che egli regnò congiuntamente al fratello o che, invece, egli ebbe una posizione subordinata che gli garantiva comunque il titolo di "re". Tutti i testi che ne parlano sono comunque concordi nel dire che Eormenred sia morto prima del fratello e che abbia lasciato i suoi due figli maschi alle cure di quest'ultimo. Sempre secondo la Kentish Royal Legend, tuttavia, alla morte di Eorcenberht, il figlio di questi, Egberto, diventato il nuovo re, fece assassinare i suoi cugini Etelredo ed Etelberto e pagò poi un guidrigildo alla loro sorella, Domne Eafe, onde evitare lo scatenarsi di una faida famigliare. Con questo riscatto, Domne Eafe, poi conosciuta come Santa Ermenburga, poté costruire, attorno al 670, il doppio monastero benedettino di Minster-in-Thanet mentre i due fanciulli assassinati furono venerati come santi martiri presso l'abbazia di Ramsey. Da notare come questa parte della leggenda potrebbe nella realtà riflettere la lotta dinastica che portò alla fine al trionfo della stirpe di Eorcenberht.

## Albero genealogico
L'albero genealogico di questa parte della famiglia reale del Kent nel sesto e settimo secolo è derivato dalle vecchie cronache latine e anglosassoni. Il regno di Etelberto I dovrebbe essere iniziato attorno al 560, Eadbald divenne re nel 616 e regnò fino alla sua morte, nel 640, quando gli succedette suo figlio Eorcenberht (che, come detto, secondo alcuni regnò assieme a Eormenred). Egberto salì sul trono nel 664 e morì nel 673 quando sul trono del Kent salì suo fratello Hlothhere, che regnò fino al 685. Il figlio di Egberto, Eadric, regnò dal 685 al 686 (forse anche insieme a suo zio Hlothhere).
|                          |                          |                          |                          |                          |                          | Santo Etelberto I re del Kent | Santo Etelberto I re del Kent | Santo Etelberto I re del Kent | Santo Etelberto I re del Kent | Santo Etelberto I re del Kent | Santo Etelberto I re del Kent |                            |                            |  |  |                              |                              | Santa Bertha                 | Santa Bertha                 | Santa Bertha                 | Santa Bertha                 | Santa Bertha | Santa Bertha |                            |                            |                            |                            |                            |                            |  |  |                |                |                |                |                |                |  |  |                 |                 |                 |                 |                 |                 |  |  |            |            |            |            |            |            |  |  |            |            |            |            |            |            |
|                          |                          |                          |                          |                          |                          | Santo Etelberto I re del Kent | Santo Etelberto I re del Kent | Santo Etelberto I re del Kent | Santo Etelberto I re del Kent | Santo Etelberto I re del Kent | Santo Etelberto I re del Kent |                            |                            |  |  |                              |                              | Santa Bertha                 | Santa Bertha                 | Santa Bertha                 | Santa Bertha                 | Santa Bertha | Santa Bertha |                            |                            |                            |                            |                            |                            |  |  |                |                |                |                |                |                |  |  |                 |                 |                 |                 |                 |                 |  |  |            |            |            |            |            |            |  |  |            |            |            |            |            |            |
|                          |                          |                          |                          |                          |                          |                               |                               |                               |                               |                               |                               |                            |                            |  |  |                              |                              |                              |                              |                              |                              |              |              |                            |                            |                            |                            |                            |                            |  |  |                |                |                |                |                |                |  |  |                 |                 |                 |                 |                 |                 |  |  |            |            |            |            |            |            |  |  |            |            |            |            |            |            |
|                          |                          |                          |                          |                          |                          |                               |                               |                               |                               |                               |                               |                            |                            |  |  |                              |                              |                              |                              |                              |                              |              |              |                            |                            |                            |                            |                            |                            |  |  |                |                |                |                |                |                |  |  |                 |                 |                 |                 |                 |                 |  |  |            |            |            |            |            |            |  |  |            |            |            |            |            |            |
| Edvino re di Northumbria | Edvino re di Northumbria | Edvino re di Northumbria | Edvino re di Northumbria | Edvino re di Northumbria | Edvino re di Northumbria |                               |                               | Santa Etelburga di Liminge    | Santa Etelburga di Liminge    | Santa Etelburga di Liminge    | Santa Etelburga di Liminge    | Santa Etelburga di Liminge | Santa Etelburga di Liminge |  |  | Eadbaldo re del Kent         | Eadbaldo re del Kent         | Eadbaldo re del Kent         | Eadbaldo re del Kent         | Eadbaldo re del Kent         | Eadbaldo re del Kent         |              |              | Emma                       | Emma                       | Emma                       | Emma                       | Emma                       | Emma                       |  |  |                |                |                |                |                |                |  |  |                 |                 |                 |                 |                 |                 |  |  |            |            |            |            |            |            |  |  |            |            |            |            |            |            |
| Edvino re di Northumbria | Edvino re di Northumbria | Edvino re di Northumbria | Edvino re di Northumbria | Edvino re di Northumbria | Edvino re di Northumbria |                               |                               | Santa Etelburga di Liminge    | Santa Etelburga di Liminge    | Santa Etelburga di Liminge    | Santa Etelburga di Liminge    | Santa Etelburga di Liminge | Santa Etelburga di Liminge |  |  | Eadbaldo re del Kent         | Eadbaldo re del Kent         | Eadbaldo re del Kent         | Eadbaldo re del Kent         | Eadbaldo re del Kent         | Eadbaldo re del Kent         |              |              | Emma                       | Emma                       | Emma                       | Emma                       | Emma                       | Emma                       |  |  |                |                |                |                |                |                |  |  |                 |                 |                 |                 |                 |                 |  |  |            |            |            |            |            |            |  |  |            |            |            |            |            |            |
|                          |                          |                          |                          |                          |                          |                               |                               |                               |                               |                               |                               |                            |                            |  |  |                              |                              |                              |                              |                              |                              |              |              |                            |                            |                            |                            |                            |                            |  |  |                |                |                |                |                |                |  |  |                 |                 |                 |                 |                 |                 |  |  |            |            |            |            |            |            |  |  |            |            |            |            |            |            |
|                          |                          |                          |                          |                          |                          |                               |                               |                               |                               |                               |                               |                            |                            |  |  |                              |                              |                              |                              |                              |                              |              |              |                            |                            |                            |                            |                            |                            |  |  |                |                |                |                |                |                |  |  |                 |                 |                 |                 |                 |                 |  |  |            |            |            |            |            |            |  |  |            |            |            |            |            |            |
| Santa Sexburga di Ely    | Santa Sexburga di Ely    | Santa Sexburga di Ely    | Santa Sexburga di Ely    | Santa Sexburga di Ely    | Santa Sexburga di Ely    |                               |                               | Eorcenberht re del Kent       | Eorcenberht re del Kent       | Eorcenberht re del Kent       | Eorcenberht re del Kent       | Eorcenberht re del Kent    | Eorcenberht re del Kent    |  |  | Santa Eanswida di Folkestone | Santa Eanswida di Folkestone | Santa Eanswida di Folkestone | Santa Eanswida di Folkestone | Santa Eanswida di Folkestone | Santa Eanswida di Folkestone |              |              | Eormenred ? re del Kent    | Eormenred ? re del Kent    | Eormenred ? re del Kent    | Eormenred ? re del Kent    | Eormenred ? re del Kent    | Eormenred ? re del Kent    |  |  | Oslafa         | Oslafa         | Oslafa         | Oslafa         | Oslafa         | Oslafa         |  |  |                 |                 |                 |                 |                 |                 |  |  |            |            |            |            |            |            |  |  |            |            |            |            |            |            |
| Santa Sexburga di Ely    | Santa Sexburga di Ely    | Santa Sexburga di Ely    | Santa Sexburga di Ely    | Santa Sexburga di Ely    | Santa Sexburga di Ely    |                               |                               | Eorcenberht re del Kent       | Eorcenberht re del Kent       | Eorcenberht re del Kent       | Eorcenberht re del Kent       | Eorcenberht re del Kent    | Eorcenberht re del Kent    |  |  | Santa Eanswida di Folkestone | Santa Eanswida di Folkestone | Santa Eanswida di Folkestone | Santa Eanswida di Folkestone | Santa Eanswida di Folkestone | Santa Eanswida di Folkestone |              |              | Eormenred ? re del Kent    | Eormenred ? re del Kent    | Eormenred ? re del Kent    | Eormenred ? re del Kent    | Eormenred ? re del Kent    | Eormenred ? re del Kent    |  |  | Oslafa         | Oslafa         | Oslafa         | Oslafa         | Oslafa         | Oslafa         |  |  |                 |                 |                 |                 |                 |                 |  |  |            |            |            |            |            |            |  |  |            |            |            |            |            |            |
|                          |                          |                          |                          |                          |                          |                               |                               |                               |                               |                               |                               |                            |                            |  |  |                              |                              |                              |                              |                              |                              |              |              |                            |                            |                            |                            |                            |                            |  |  |                |                |                |                |                |                |  |  |                 |                 |                 |                 |                 |                 |  |  |            |            |            |            |            |            |  |  |            |            |            |            |            |            |
|                          |                          |                          |                          |                          |                          |                               |                               |                               |                               |                               |                               |                            |                            |  |  |                              |                              |                              |                              |                              |                              |              |              |                            |                            |                            |                            |                            |                            |  |  |                |                |                |                |                |                |  |  |                 |                 |                 |                 |                 |                 |  |  |            |            |            |            |            |            |  |  |            |            |            |            |            |            |
| Egberto re del Kent      | Egberto re del Kent      | Egberto re del Kent      | Egberto re del Kent      | Egberto re del Kent      | Egberto re del Kent      |                               |                               | Hlothhere re del Kent         | Hlothhere re del Kent         | Hlothhere re del Kent         | Hlothhere re del Kent         | Hlothhere re del Kent      | Hlothhere re del Kent      |  |  | Merewalh re del Magonsete    | Merewalh re del Magonsete    | Merewalh re del Magonsete    | Merewalh re del Magonsete    | Merewalh re del Magonsete    | Merewalh re del Magonsete    |              |              | Domne Eafe                 | Domne Eafe                 | Domne Eafe                 | Domne Eafe                 | Domne Eafe                 | Domne Eafe                 |  |  | Santo Etelredo | Santo Etelredo | Santo Etelredo | Santo Etelredo | Santo Etelredo | Santo Etelredo |  |  | Santo Etelberto | Santo Etelberto | Santo Etelberto | Santo Etelberto | Santo Etelberto | Santo Etelberto |  |  | Eormenburg | Eormenburg | Eormenburg | Eormenburg | Eormenburg | Eormenburg |  |  | Eormengyth | Eormengyth | Eormengyth | Eormengyth | Eormengyth | Eormengyth |
| Egberto re del Kent      | Egberto re del Kent      | Egberto re del Kent      | Egberto re del Kent      | Egberto re del Kent      | Egberto re del Kent      |                               |                               | Hlothhere re del Kent         | Hlothhere re del Kent         | Hlothhere re del Kent         | Hlothhere re del Kent         | Hlothhere re del Kent      | Hlothhere re del Kent      |  |  | Merewalh re del Magonsete    | Merewalh re del Magonsete    | Merewalh re del Magonsete    | Merewalh re del Magonsete    | Merewalh re del Magonsete    | Merewalh re del Magonsete    |              |              | Domne Eafe                 | Domne Eafe                 | Domne Eafe                 | Domne Eafe                 | Domne Eafe                 | Domne Eafe                 |  |  | Santo Etelredo | Santo Etelredo | Santo Etelredo | Santo Etelredo | Santo Etelredo | Santo Etelredo |  |  | Santo Etelberto | Santo Etelberto | Santo Etelberto | Santo Etelberto | Santo Etelberto | Santo Etelberto |  |  | Eormenburg | Eormenburg | Eormenburg | Eormenburg | Eormenburg | Eormenburg |  |  | Eormengyth | Eormengyth | Eormengyth | Eormengyth | Eormengyth | Eormengyth |
|                          |                          |                          |                          |                          |                          |                               |                               |                               |                               |                               |                               |                            |                            |  |  |                              |                              |                              |                              |                              |                              |              |              |                            |                            |                            |                            |                            |                            |  |  |                |                |                |                |                |                |  |  |                 |                 |                 |                 |                 |                 |  |  |            |            |            |            |            |            |  |  |            |            |            |            |            |            |
|                          |                          |                          |                          |                          |                          |                               |                               |                               |                               |                               |                               |                            |                            |  |  |                              |                              |                              |                              |                              |                              |              |              |                            |                            |                            |                            |                            |                            |  |  |                |                |                |                |                |                |  |  |                 |                 |                 |                 |                 |                 |  |  |            |            |            |            |            |            |  |  |            |            |            |            |            |            |
| Eadric re del Kent       | Eadric re del Kent       | Eadric re del Kent       | Eadric re del Kent       | Eadric re del Kent       | Eadric re del Kent       |                               |                               | Merefin                       | Merefin                       | Merefin                       | Merefin                       | Merefin                    | Merefin                    |  |  | Santa Mildred                | Santa Mildred                | Santa Mildred                | Santa Mildred                | Santa Mildred                | Santa Mildred                |              |              | Santa Mildburga di Wenlock | Santa Mildburga di Wenlock | Santa Mildburga di Wenlock | Santa Mildburga di Wenlock | Santa Mildburga di Wenlock | Santa Mildburga di Wenlock |  |  | Santa Mildgita | Santa Mildgita | Santa Mildgita | Santa Mildgita | Santa Mildgita | Santa Mildgita |  |  |                 |                 |                 |                 |                 |                 |  |  |            |            |            |            |            |            |  |  |            |            |            |            |            |            |